# Mount Taranaki
Der Mount Taranaki oder Mount Egmont ist ein solitärer, 2518 m hoher Stratovulkan mit perfekter Spitzkegelform im Westen der Nordinsel in Neuseeland in der Region Taranaki.

## Beschreibung
Mount Taranaki ist vermutlich ein geologisch relativ junger Vulkan, der erst vor knapp 135.000 Jahren aktiv geworden ist. Die letzte Eruption wird auf das Jahr 1854 datiert und soll neben Lavaflüssen auch mit fünf größeren Eruptionen einhergegangen sein.
Der von den Māori seit jeher Taranaki genannte Berg wurde von dem britischen Seefahrer und Entdecker, Kapitän James Cook nach dem 2. Earl of Egmont in Mount Egmont umbenannt. Der Berg erhielt später jedoch wieder seinen alten Namen, und nur der ihn umgebende Egmont National Park erinnert an den Adligen, der nie etwas mit Neuseeland zu tun hatte.
In den Sommermonaten Dezember bis März kann der am meisten bestiegene Gipfel Neuseelands auch ohne Kletterausrüstung erreicht werden. Allerdings haben das sehr wechselhafte Wetter und die zum Teil unerfahrenen Bergsteiger ihren Anteil an der höchsten Todesrate auf allen neuseeländischen Bergen.
Drei Straßen und mehrere Wege führen in den Nationalpark, der mit Tourismuszentren, Wanderhütten und vielen Wanderwegen gut erschlossen ist.

## Mythologie der Māori
In der Mythologie der Māori ist Te Maunga o Taranaki ein Berggott, der für viele Jahrhunderte friedlich im Zentrum der Nordinsel mit den anderen Göttern Tongariro, Ruapehu und Ngauruhoe zusammenlebte. Durch die Liebe von Taranaki zu der mit grünem Wald überwachsenen Pihanga kam es zum Streit mit Tongariro, der ebenfalls ihre Liebe beanspruchte. Während der Schlacht schüttelte sich die Erde, und der Himmel wurde schwarz, bis sich schließlich Pihanga auf Seite von Tongariro stellte. Der verärgerte und tieftraurige Taranaki verließ die anderen Berge, um sich in Richtung der Sonne an der Küste niederzulassen, wo er im Schlaf von der Poukai-Gebirgskette eingeschlossen wurde und für immer dort verblieb. Aus den ihm zugefügten Wunden entsprang ein Strom klaren Wassers, der den heutigen Whanganui River darstellt. Weiterhin soll es zum Frieden auf Erden kommen, sobald sich die zerstrittenen Götter wieder vertragen. Erst dann wird Taranaki wieder in die Nähe der anderen Götter zurückkehren.

## Geologie der Umgebung
Die Umgebung des Taranaki wurde durch zahlreiche extreme Schlamm- und Schuttlawinen, sogenannte Lahars, geprägt, die bis zu 40 km weit ins Umland reichen. Viele kleine Hügel im flachen Grasland zeugen von diesen Ereignissen.
Nördlich des dominanten Taranaki liegt der niedrigere ältere Vulkan Mount Pouakai im Kaitake-Gebirgszug im Nationalpark.

## Sonstiges
- Der Taranaki bildete eine Hintergrundkulisse (als Ersatz für den Fuji) im Filmdrama The Last Samurai (Der Letzte Samurai) des US-amerikanischen Regisseurs Edward Zwick aus dem Jahr 2003.
- Als Erstbesteiger des Vulkans gelten Ernst Dieffenbach, deutscher Mediziner und Naturforscher und James Heberley, die beide am 23. Dezember 1839 den Gipfel erklommen. Heberley soll aber 20 Minuten eher angekommen sein.[4]
- Ende Dezember 2017 wurde dem Taranaki der Status eines Rechtssubjektes zugesprochen (legal personality), er erhält damit den rechtlichen Schutz, der jedem neuseeländischen Staatsbürger zusteht. Rechtlich gesehen sind somit jedwede Verletzungen und Beschädigungen des Berges auf der gleichen Ebene anzusiedeln wie Verletzungen der Rechte der Māori. Acht Stämme, die den Berg als Teil ihres Whānau (erweiterte Familie) betrachten, übernehmen zusammen mit der neuseeländischen Regierung die Vormundschaft über den heiligen Berg.[5]

## Fotogalerie

Mount Taranaki
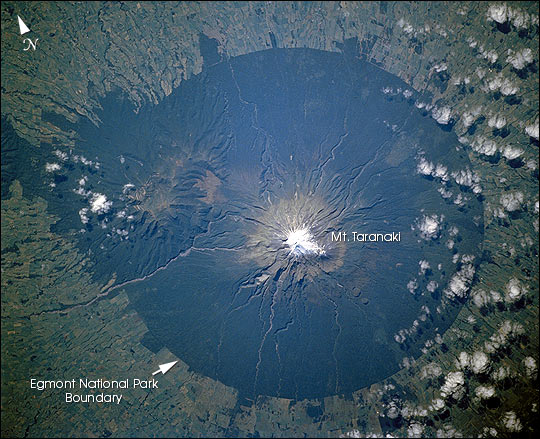
Egmont National Park auf einer Satellitenaufnahme der NASA von 2002. In der Mitte der Gipfel des Taranaki. Der Rand des dunkelgrünen Bereichs um den Gipfel markiert die Grenze des Parkes zum umgebenden Farmland
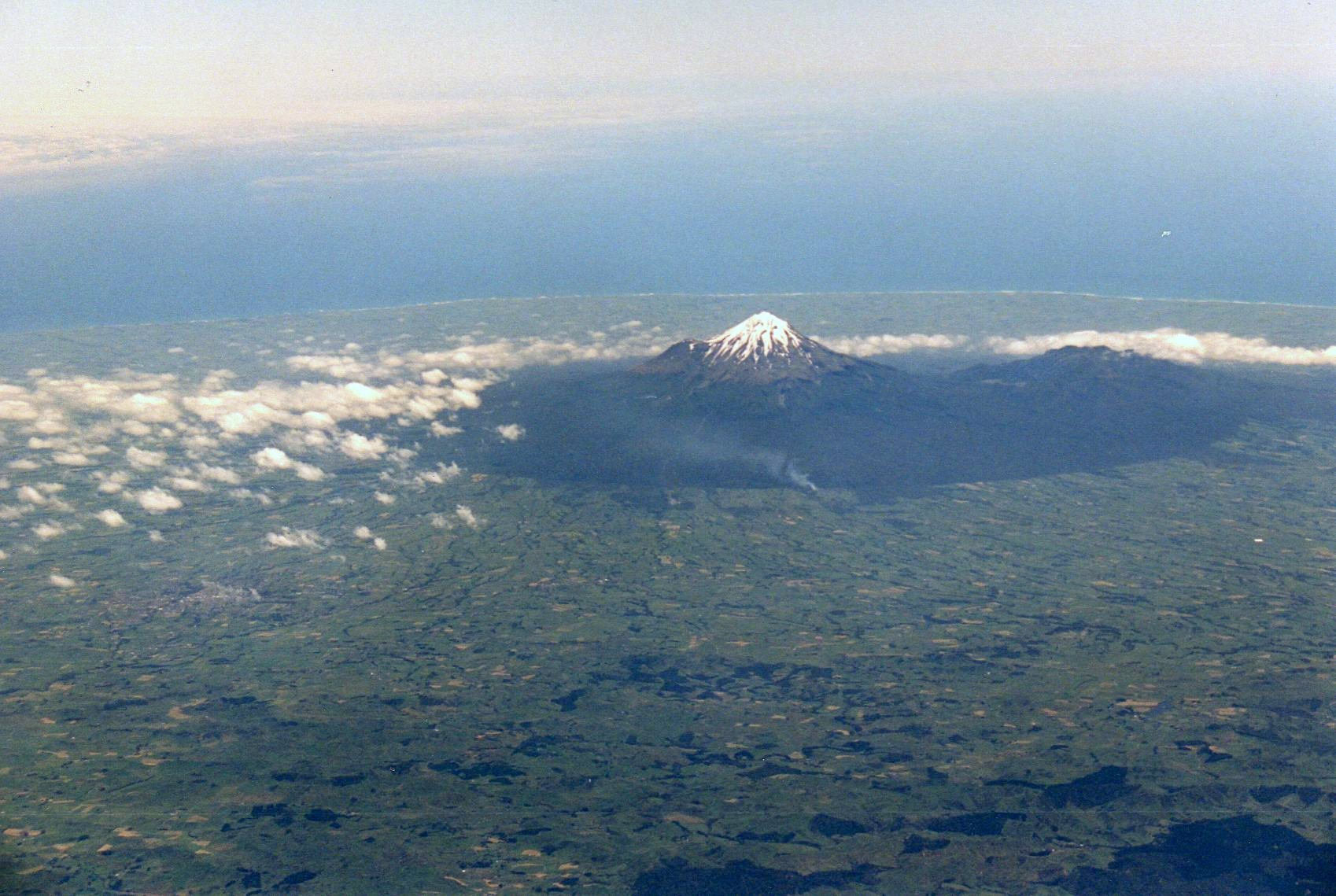
Mount Taranaki im Vorbeiflug
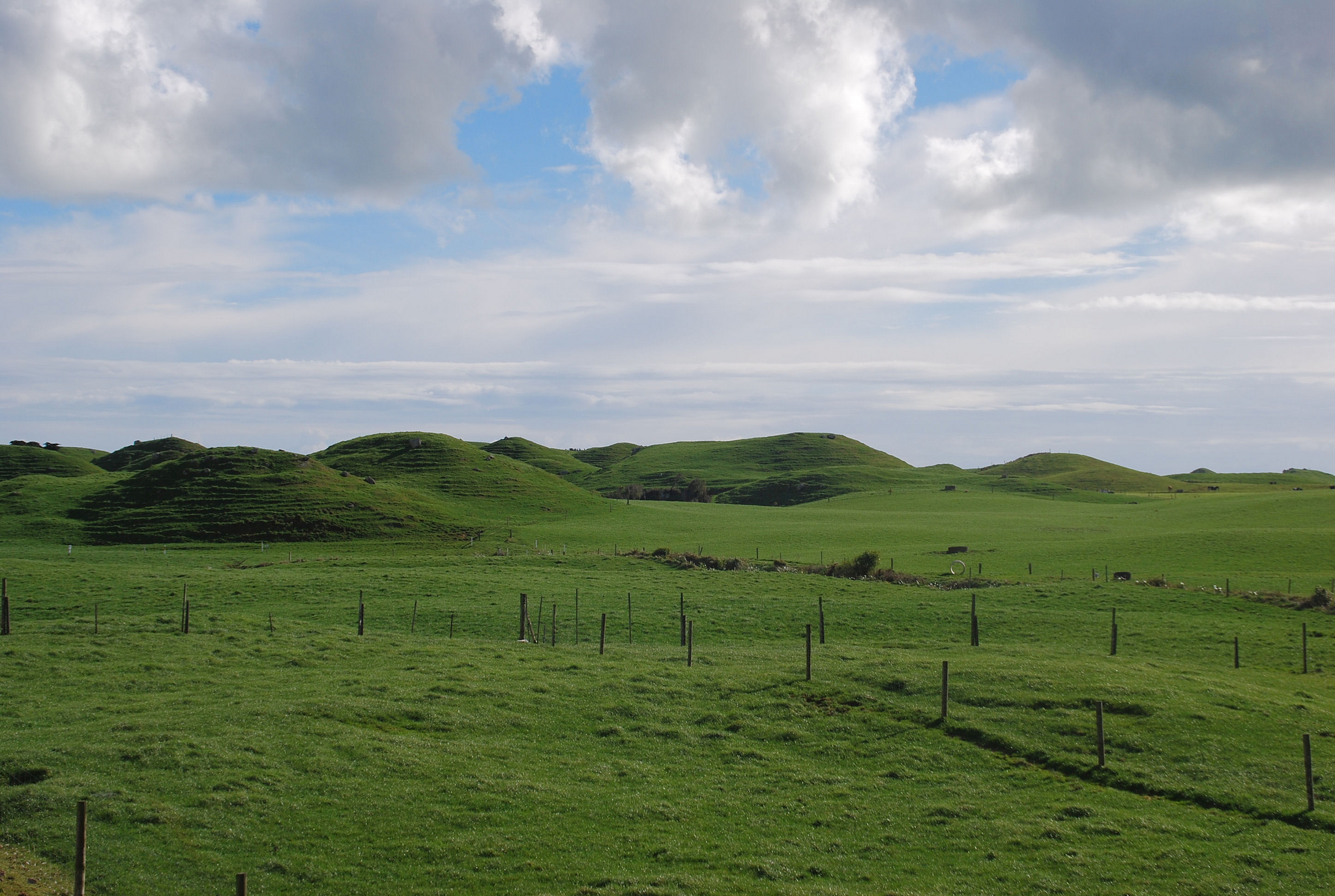
Durch Lahare entstandene Hügel